# Gouffre des Trois Ponts
Le gouffre des Trois Ponts, ou gouffre de Baatara est un gouffre situé à Tannourine, au Liban. Lors de la fonte des neiges, une cascade de 90 m de haut s'y forme.

## Gouffre
Le gouffre des Trois Ponts est un gouffre de 250 m de profondeur sur 260 m de large, creusé dans le calcaire du jurassique supérieur.
Le gouffre possède deux formations en forme de ponts, l'une au tiers de la profondeur depuis la surface, l'autre aux deux-tiers. Depuis la rive opposée du gouffre, ces deux formations donnent l'impression, avec la partie supérieure, de constituer trois ponts.

## Cascade
Au printemps et en été, lors de la fonte des neiges, l'oued Baatara accède jusqu'au rebord du gouffre et forme une cascade de 90 m de hauteur qui tombe derrière les trois ponts, avant de s'infiltrer dans les 250 m de profondeur du gouffre.
En 1988, un test à la teinture fluorescente a montré que l'eau du gouffre réémerge 13 h plus tard à la source de Dalleh, près du village de Mgharet al-Ghaouaghir, 6 km au nord-ouest et 860 m plus bas,,.

## Historique
Le spéléologue français Henri Coiffait fut le premier européen à l'explorer en 1952. La chute d'eau et la doline l'accompagnant ont été cartographiées dans les années 1980 par le spéléo-club du Liban.

## Accès
Le gouffre est situé sur le Lebanon Mountain Trail.
Le gouffre est accessible à cinq minutes du village de Balaa, sur la route entre Laklouk et Tannourine.